# Idanha-a-Nova
Pour les articles homonymes, voir Idanha.

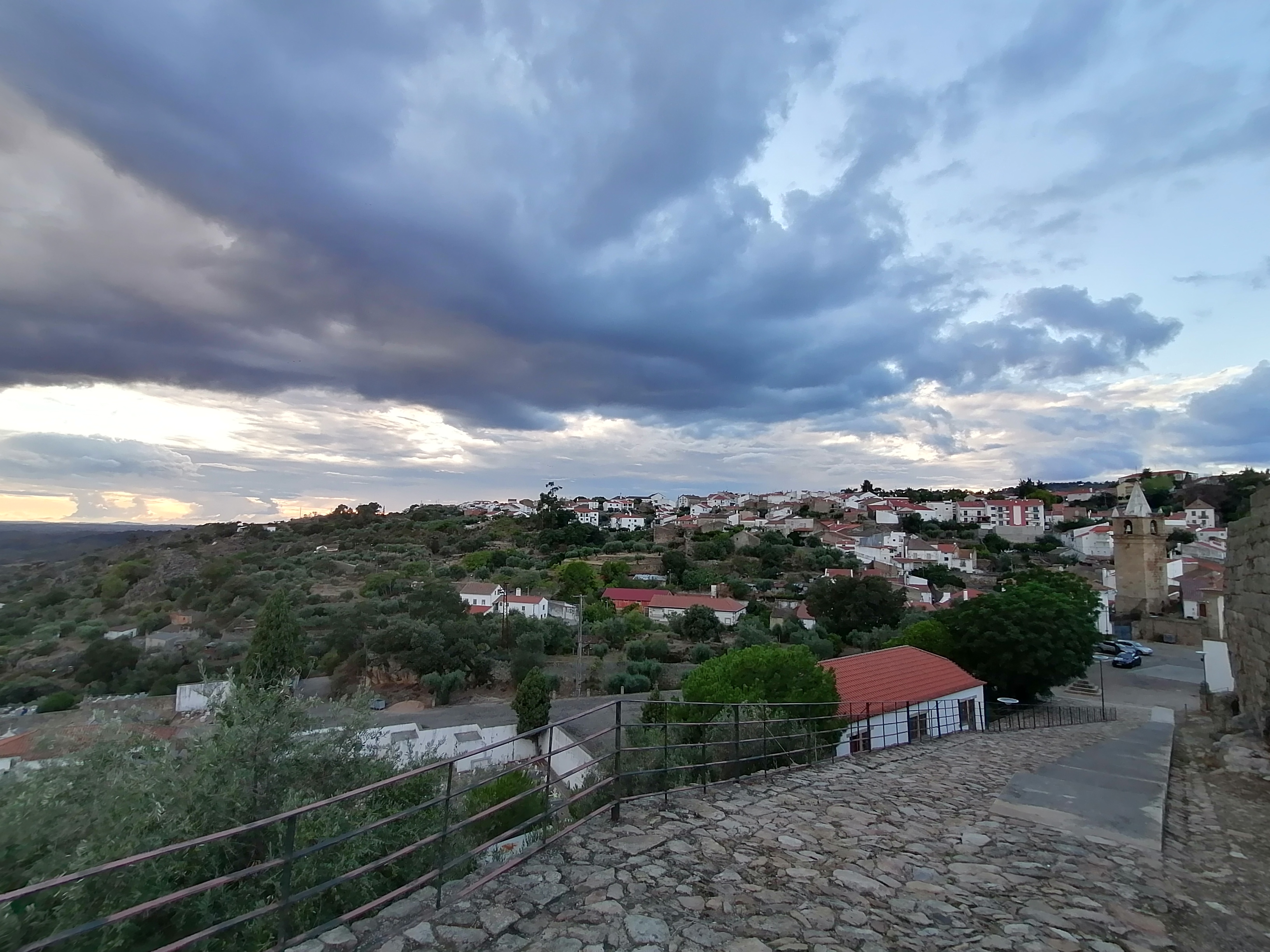

Idanha-a-Nova est une ville et une municipalité du district de Castelo Branco. La ville comprend environ 2 300 habitants et la municipalité près de 10 000.
Depuis 2002, s'y tient biennalement le Boom Festival consacré aux cultures alternative, underground et en particulier aux musiques Trance Goa et trance psychédélique.

## Géographie
Idanha-a-Nova est limitrophe :
- au nord, de Penamacor,
- à l'est et au sud, de l'Espagne,
- à l'ouest, de Castelo Branco,
- au nord-ouest, de Fundão.

## Démographie
| 1801  | 1849  | 1900   | 1930   | 1960   | 1981   | 1991   | 2001   | 2011  |
| ----- | ----- | ------ | ------ | ------ | ------ | ------ | ------ | ----- |
| 3 543 | 9 844 | 23 002 | 27 998 | 30 418 | 16 101 | 13 630 | 11 659 | 9 716 |

## Subdivisions
La municipalité comprend les freguesias suivantes :
- Alcafozes
- Aldeia de Santa Margarida
- Idanha-a-Nova
- Idanha-a-Velha
- Ladoeiro
- Medelim
- Monfortinho
- Monsanto
- Oledo
- Penha Garcia
- Proença-a-Velha
- Rosmaninhal
- Salvaterra do Extremo
- São Miguel de Acha
- Segura
- Toulões
- Zebreira

## Jumelage
- Vert-le-Grand (France)